# Dictya montana
Dictya montana är en tvåvingeart som beskrevs av Steyskal 1954. Dictya montana ingår i släktet Dictya och familjen kärrflugor. Inga underarter finns listade i Catalogue of Life.